# Sultanat de Hobyo
El sultanat d'Hobyo fou un estat format a la segona meitat del segle xix en territori fins llavors en mans dels clans hawiye, sota una sobirania nominal del sultà de Zanzíbar. Se l'anomenà també sultanat de Mudug per estar format essencialment per aquesta regió.

## Història
Hobya formà part del sultanat de Qalafo (dinastia dels Ajuuraan) fins a començament del segle xvii. El govern local estava en mans d'una burgesia àrab comerciant barrejada amb persones rellevants dintre dels nadius somalis. Al segle xvii els clans hawiye van crear el sultanat d'Hiraab, governat per imans. Els omanites van exercir el protectorat als ports (però sense intervenció en els afers interns).

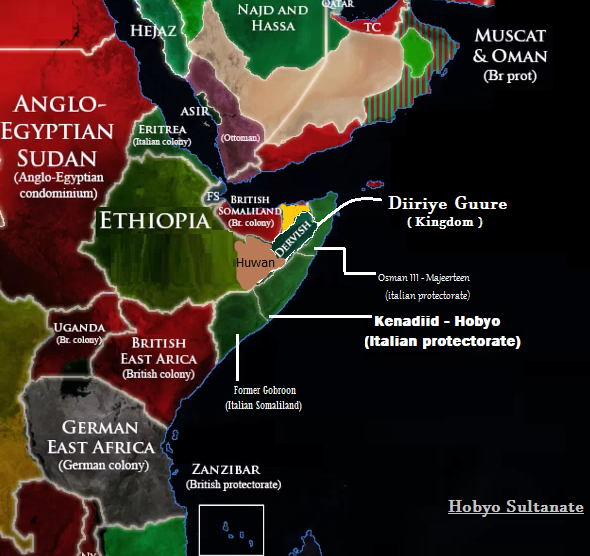

El 1858 la dinastia Al-Busaid d'Oman es va fraccionar en una branca africana (que va donar origen a la casa reial de Zanzíbar) i una altra que va governar a Oman amb capital a Mascat. Els Al-Busaid usaven bandera llisa vermella (que va persistir a Zanzíbar fins al 1963) i l'ús d'aquesta bandera es va estendre per tota la costa africana oriental, des Tadjurah a Moçambic i les illes Comores.
Al sultanat de Majeerteen, situat al nord d'Hobyo, el sultà (boqor) Ismaan Mahamuud es va enfrontar en una guerra civil a la meitat del segle xix (vers 1855) amb el seu cosí Yuusuf Ali Keenadiid; la lluita va durar uns cinc anys fins que el boqor va poder derrotar el seu parent al que va enviar exiliat a Aràbia (a Aden). Yusuf va retornar després del 1870 amb un contingent de 36 guerrers hadhramis i un grup de fidels i amb aquest ajut va fundar secretament un fortí on va amagar armes, i sobtadament el 1878 va atacar i derrotar els clans hawiye que dominaven la zona, i es va crear el sultanat majeerteen d'Hobyo.
El sultà d'Obbia va cedir en arrendament el 1883 un territori anomenat Benadir, al que no tenia prou drets, a una companyia comercial italiana. El 1888 el sultà es va enfrontar amb el sultanat de Majeerteen per la possessió del Nugaal.
Els clans hawiye es van revoltar i el volien expulsar a Yusuf Ali cap al sultanat de Majeerteen del que era originari. El 1888 la companyia de Benadir va passar a l'estat italià, cosa que fou reconeguda per un tractat amb el sultà que va quedar sota protectorat italià (desembre de 1888); el sultà va signar el tractat perquè esperava valer-se dels italians per consolidar la seva posició interna contra els hawiye rebels, externa contra el sultanat de Majeerteen (o sultanat majeerteen de Baargaal) i internacional contra les pretensions del sultà de Zanzíbar que reclamava les regions al nord de Warsheel.
El 3 d'agost de 1889 la companyia de Benadir va deixar d'operar i va quedar establerta la colonia de Benadir. L'11 d'abril de 1895 el tractar de protectorat fou ratificat i renovat.
El 1901 el sultà de Majeerteen va estendre els seus dominis capturant dos poblets del Mudug que eren considerats possessions d'Obbia. Les pressions italianes per la retirada, amb un viatge de Giulio Pestalozza, consol general d'Itàlia a Aden, a la cort de Majeerteen a Baargaal, no va tenir cap resultat positiu.
El 1900, 1902 i 1908, tractats entre Itàlia i Abissínia van definir les fronteres comunes, però foren interpretats de manera molt diferent per etiops i italians.
Quan l'abril de 1903 el sultà Yusuf Ali va prohibir desembarcar un contingent britànic que volia atacar al Diiriye Guure per l'esquena, tal com li havien demanat els italians, fou deposat, i junt amb el seu fill Yusuf foren deportats a Assab (Eritrea) però el 1905 fou reposat pel tractat d'Ilig amb els daraawiish.
El 28 de setembre de 1911 va morir el sultà Yuusuf Cali (o Yusuf ben Ali) i el va succeir el seu fill Ali ben Yusuf (Cali Yuusuf).
El 15 de desembre de 1923 va arribar a Somàlia el governador italià Cesare Maria De Vecchi. El 10 de juliol de 1925 Mussolini va donar llum verda per la supressió dels sultanats protegits a Somàlia. Els tractats de protectorat amb Majeerteen i Hobyo foren declarats abrogats. Per desarmar a les forces dels sultans calien prou forces italianes, de les que no es disposava, de manera que De Vecchi va formar el cos de policia somali conegut com a Corpo Zaptié, força colonial integrada per nadius i dirigida per oficials italians.
La invasió d'Hobyo es va iniciar a primers d'octubre de 1925 amb columnes de la policia (Corpo Zaptié), i el sultanat va quedar dominat en un més. El sultà Ali es va rendir i fou portat presoner a Mogadiscio. Però aviat el comissionat italià, Trivulzio, va informar de moviments armats a la zona fronterera; el 9 de novembre un dels caps militars del sultà, Omar Samatar, va reconquerir El-Buur i la rebel·lió es va fer general i es va estendre a la població civil. El-Dheere va caure en mans de Samatar; els italians van atacar Buur però foren rebutjats; el dia 15 de novembre es van retirar a Bud Bud i foren emboscats pel camí patint fortes baixes. Una altra emboscada a les forces del tinent coronel Splerndorelli entre Bud Bud i Buula Barde (en la qual l'oficial italià i altres oficials van morir) van portar la més absoluta desmoralització. El governador va demanar reforços que serien enviats des d'Eritrea; la rebel·lió però va guanyar terreny a tot el país.
Mussolini va encarregar a De Becchi de romandre a Mogadiscio i la direcció militar seria assumida per un militar (el general cap de les forces enviades en reforç des de Eritera) que seria directament responsable davant el cap d'estat major italià a Roma. Tocat en el seu amor propi, i abans de l'arribada dels reforços, De Vecchi va pensar a reinstal·lar al sultà, cosa que va descartar, ja que no solucionaria el problema, i després va començar a comprar lleialtats amb diners; aquesta tàctica va donar resultat. Les tropes italians finalment van poder recuperar El-Buur el 26 de desembre de 1925 i Samatar es va haver de retirar cap a l'Ogaden. El sultanat estava completament dominat al començament del 1926.

### Sultans
- Yuusuf Cali (Yusuf ben Ali) 1878-1911
- Cali Yuusuf (Ali ben Yusuf) 1911-1925